# Transplante de medula óssea

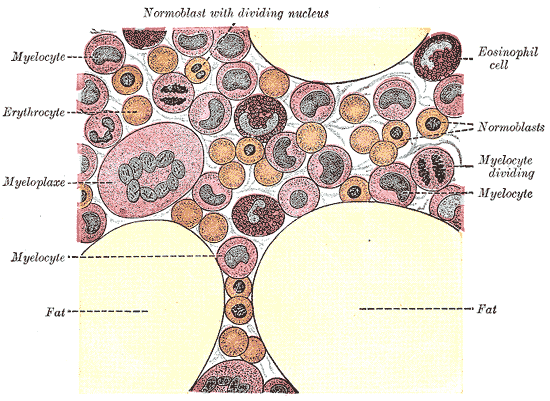
Ilustração das células da medula óssea do livro Gray's Anatomy.

Transplante de medula óssea ou transplante de células-tronco hematopoiéticas (TCTH) é um procedimento médico da área da hematologia e oncologia que envolve o transplante de células tronco hematopoiéticas provenientes da medula óssea do doador. Esse procedimento é indicado principalmente em doenças da medula óssea e certos tipos de câncer hematológicos. O TMO surgiu na década de 70, graças ao pioneirismo de E. Donnall Thomas e colaboradores, reconhecido mais tarde com o Prêmio Nobel em Fisiologia e Medicina. A principal característica desse procedimento e o que a difere da maioria dos transplantes de órgãos é que no TMO o receptor recebe por via endovenosa um aspirado de células de medula óssea do doador, e essas células migram pelo sangue até se fixarem na medula óssea do receptor e voltarem a se multiplicar e cumprir suas funções fisiológicas no hospedeiro. Apesar de aparentemente simples, ainda é um procedimento de risco e está indicado apenas em doenças graves. As principais complicações são infecções, recidivas da doença anterior e a doença do enxerto versus hospedeiro (graft versus host disease - GVHD), onde as novas células do sistema imunológico, ao não reconhecer as células do hospedeiro, passam a destruí-las como se fossem uma infecção.

## Condições tratadas com TMO

### Adquiridas
- Leucemia linfóide aguda
- Leucemia mielóide aguda
- Anemia aplástica
- Leucemia mieloide crônica - fase acelarada ou crise blástica
- Linfoma de Hodgkin
- Mieloma múltiplo
- Síndrome mielodisplásica
- Linfoma não-Hodgkin
- Hemoglobinúria paroxística noturna (HPN) - aplasia severa

### Congênitas
- Adrenoleucodistrofia
- Síndrome de Hurler
- Doença de Krabbe
- Leucodistrofia metacromática
- Talassemia
- Linfohistiocitose hemofagocítica - (LHH)
- Síndrome de Wiskott-Aldrich
- Alguns erros inatos do metabolismo